# Anna Green
Anna Green (Stockport, 20 de agosto de 1990) é uma futebolista profissional neozelandesa que atua como defensora.

## Carreira
Anna Green fez parte do elenco da Seleção Neozelandesa de Futebol Feminino, nas Olimpíadas de 2008, 2012 e 2016. 